# Harold Jeffreys
Sir Harold Jeffreys, FRS (22. april 1891 – 18. marts 1989) var en britisk matematiker, statistiker, geofysiker og astronom. Hans bog, Theory of Probability, der blev udgivet første gang i 1939, spuillede en vigtig rolle i genoplivningen af objektiv Bayesiansk syn på sandsynlighed.
I 1940 blev han gift med matimatiker og fysik, Bertha Swirles (1903–1999), og sammen skrev de Methods of Mathematical Physics.

## Hæder
- Fellow, Royal Society, 1925[2]
- Adams Prize, 1927 (Constitution of the Earth)
- Gold Medal, Royal Astronomical Society, 1937
- Buchan Prize, Royal Meteorological Society, 1929
- Murchison Medal of Geological Society (Great Britain) 1939
- Victoria Medal, Royal Geographical Society, 1941
- Charles Lagrange Prize, Brussels Academy, 1948
- Royal Medal, 1948
- William Bowie Medal, American Geophysical Union, 1952
- Knighted, 1953
- Copley Medal, Royal Society, 1961
- Vetlesen Prize, 1962